# Psectrogaster
Genre
Psectrogaster est un genre de poissons téléostéens de la famille des Curimatidae et de l'ordre des Characiformes.

## Liste d'espèces
Selon FishBase (17 juin 2015):
- Psectrogaster amazonica C. H. Eigenmann & R. S. Eigenmann, 1889
- Psectrogaster ciliata (J. P. Müller & Troschel, 1844)
- Psectrogaster curviventris C. H. Eigenmann & C. H. Kennedy, 1903
- Psectrogaster essequibensis (Günther, 1864)
- Psectrogaster falcata (C. H. Eigenmann & R. S. Eigenmann, 1889)
- Psectrogaster rhomboides C. H. Eigenmann & R. S. Eigenmann, 1889
- Psectrogaster rutiloides (Kner, 1858)
- Psectrogaster saguiru (Fowler, 1941)